# Liste des monuments historiques nationaux de la province de Salta
Cet article recense les monuments historiques de la province de Salta, en Argentine.

## Liste
| Monument                                                                                      | Commune           | Adresse | Coordonnées                        | Loi              | Notice | Catégorie                               | Date | Illustration                                |
| --------------------------------------------------------------------------------------------- | ----------------- | --- | ---------------------------------- | ---------------- | ------ | --------------------------------------- | ---- | ------------------------------------------- |
| Champ de bataille de Salta                                                                    |                   | | à géolocaliser                     | Décret no 95687  | 798    | Lieu historique                         |      | Image manquante Téléverser                  |
| Couvent Saint-Bernard                                                                         | Salta             | Caseros y Santa Fe | à géolocaliser                     | Décret no 95687  | 799    | Monument historique                     |      | Couvent Saint-Bernard                       |
| Finca de Castañares                                                                           |                   | Camino a Villa Castañares, hacia el norte, en los alrededores de Salta | à géolocaliser                     | Décret no 95687  | 800    | Monument historique                     |      | Image manquante Téléverser                  |
| Finca du général Güemes, à la Cruz                                                            |                   | 24 km. al sudeste de la ciudad de Salta | à géolocaliser                     | Décret no 95687  | 801    | Monument historique                     |      | Image manquante Téléverser                  |
| Pasaje del Río Juramento (intersección Ruta Nac.Nº34)                                         |                   | | à géolocaliser                     | Décret no 1715   | 802    | Lieu historique                         |      | Image manquante Téléverser                  |
| Relais de poste de Yatasto                                                                    | San José de Metán | | à géolocaliser                     | Décret no 95687  | 803    | Monument historique                     | 1942 | Image manquante Téléverser                  |
| Ruines de Tolombón                                                                            | Tolombón          | | à géolocaliser                     | Décret no 21483  | 804    | Monument historique                     |      | Image manquante Téléverser                  |
| Village de Cachi                                                                              | Cachi             | | 25° 07′ 10″ sud, 66° 09′ 43″ ouest | Décret no 370    | 805    | Lieu historique                         |      | Village de Cachi                            |
| Église Saint-Joseph de Cachi                                                                  | Cachi             | Sobre Plaza Principal de Cachi. Ruta Nacional 40, km 1224,1 | à géolocaliser                     | Décret no 30839  | 806    | Monument historique                     |      | Église Saint-Joseph de Cachi                |
| Potrero de Payogasta                                                                          | Cachi             | Matrícula 295 | à géolocaliser                     | Décret no 349    | 807    | Monument historique                     |      | Image manquante Téléverser                  |
| Fort de Cobos                                                                                 | Campo Santo       | A 40 km. de la Ciudad Capital por Ruta Nac. N°9 en dirección este. | à géolocaliser                     | Décret no 95687  | 808    | Monument historique                     |      | Image manquante Téléverser                  |
| Chapelle de Chamical                                                                          | Chamical          | 20 km. al sur de la Finca de la Cruz | à géolocaliser                     | Décret no 14119  | 809    | Monument historique                     |      | Image manquante Téléverser                  |
| Chapelle de Chicoana y Plaza Aledaña                                                          | Chicoana          | | à géolocaliser                     | Décret no 325    | 810    | Lieu historique                         |      | Image manquante Téléverser                  |
| Yacimiento de arte rupestre en las Cuevas Pintadas                                            | Guachipas         | Entre los ríos La Sala y Las Chacras | à géolocaliser                     | Décret no 349    | 811    | Lieu historique                         |      | Image manquante Téléverser                  |
| Village de Molinos                                                                            | Molinos           | | à géolocaliser                     | Décret no 370    | 812    | Lieu historique                         |      | Image manquante Téléverser                  |
| Église San Pedro Nolasco de los Molinos                                                       | Molinos           | Hacienda y Encomienda de Los Molinos; sobre la Ruta Nac. N°40, a 46 km. de Cachi y a 112 km. de Cafayate.                                                                   | à géolocaliser                     | Décret no 137845 | 813    | Monument historique                     |      | Image manquante Téléverser                  |
| Inca Huasi (Maison del Inca)                                                                  | Rosario de Lerma  | Puna Salteña; a 56 km. de la Ciudad de Salta, por Ruta 51, en la Quebrada de Incamayo (dentro del inmueble rural denominado "Potrero de Uriburu")                           | à géolocaliser                     | Décret no 30833  | 814    | Monument historique                     |      | Image manquante Téléverser                  |
| Village préhispanique de Santa Rosa de Tastil                                                 | Rosario de Lerma  | | 24° 27′ sud, 65° 57′ ouest         | Décret no 1145   | 815    | Monument historique                     |      | Image manquante Téléverser                  |
| Cabildo de la ville de Salta                                                                  | Salta             | Caseros 549 | à géolocaliser                     | Loi no 12345     | 816    | Monument historique                     |      | Cabildo de la ville de Salta                |
| Campo de San Lorenzo                                                                          | Salta             | | à géolocaliser                     | Décret no 24571  | 817    | Lieu historique                         |      | Image manquante Téléverser                  |
| Maison de Hernández                                                                           | Salta             | Florida 97 | à géolocaliser                     | Décret no 1739   | 818    | Monument historique                     |      | Image manquante Téléverser                  |
| Maison de los Uriburu                                                                         | Salta             | Caseros 417 | à géolocaliser                     | Décret no 14708  | 819    | Monument historique                     |      | Image manquante Téléverser                  |
| Maison de Maison du général Pablo Arias Velázquez (Maison Leguizamón)                         | Salta             | Caseros 707 y peatonal La Florida 2 | à géolocaliser                     | Décret no 1739   | 820    | Monument historique                     |      | Image manquante Téléverser                  |
| Maison du général Felix Arias Rengel                                                          | Salta             | Florida 10 al 30, entre Caseros y Alvarado | à géolocaliser                     | Décret no 2233   | 821    | Monument historique                     |      | Image manquante Téléverser                  |
| Maison du général Martín Miguel de Güemes                                                     | Salta             | España 730 | à géolocaliser                     | Décret no 4114   | 822    | Monument historique                     |      | Image manquante Téléverser                  |
| Cathédrale de Salta                                                                           | Salta             | Caseros 540 | 24° 47′ 18″ sud, 65° 24′ 37″ ouest | Décret no 95687  | 823    | Monument historique                     |      | Cathédrale de Salta                         |
| Edificio del Centro Cultural América, antigua sede del "Club 20 de febrero"                   | Salta             | Mitre 23 | à géolocaliser                     | Décret no 149    | 824    | Monument historique                     |      | Image manquante Téléverser                  |
| El Carmen de Güemes                                                                           | Salta             | Ex Ruta 51, Avda. Kenedy S/N, dentro del predio que ocupa la École Agrotécnica Gral. Martín Miguel de Güemes. Camino al vivero forestal, al Sudoeste de la ciudad de Salta. | à géolocaliser                     | Décret no 2478   | 825    | Monument historique                     |      | Image manquante Téléverser                  |
| École Zorrilla                                                                                | Salta             | 20 de Febrero 201 | à géolocaliser                     | Loi no 26274     | 826    | Monument historique                     |      | Image manquante Téléverser                  |
| Tombe de Facundo Zuviria                                                                      | Salta             | Cathédrale de Salta | à géolocaliser                     | Décret no 2236   | 827    | Tombe                                   |      | Image manquante Téléverser                  |
| Tombe du général Martín M. de Güemes                                                          | Salta             | Cathédrale de Salta | à géolocaliser                     | Décret no 2236   | 828    | Tombe                                   |      | Image manquante Téléverser                  |
| Tombe du général Rudencindo Alvarado                                                          | Salta             | Cathédrale de Salta | à géolocaliser                     | Décret no 2236   | 829    | Tombe                                   |      | Image manquante Téléverser                  |
| Église Saint-François                                                                         | Salta             | Caseros y Córdoba | à géolocaliser                     | Décret no 95687  | 830    | Monument historique                     |      | Église Saint-François                       |
| Quebrada de la Horqueta (lieu où est mort le général M. M. de Güemes)                         | Salta             | 30 km. al Sudeste de la Ciudad de Salta sobre la Ruta Prov. N°48, estancia "Los Noques"                                                                                     | à géolocaliser                     | Loi no 25121     | 831    | Monument historique                     |      | Image manquante Téléverser                  |
| Église Notre-Dame de la Candelaria de la Viña                                                 | Salta             | Calles Alberdi y San Juan | à géolocaliser                     | Décret no 85     | 832    | Monument historique                     |      | Image manquante Téléverser                  |
| Ville de San Carlos                                                                           | San Carlos        | | à géolocaliser                     | Décret no 370    | 833    | Lieu historique                         |      | Image manquante Téléverser                  |
| Église Saint-Charles-Borromée de San Carlos                                                   | San Carlos        | Hacienda San Carlos; pueblo histórico de San Carlos, en los Valles Calchaquíes, sobre Ruta Nac. N°40 a 24 km. de Cafayate.                                                  | à géolocaliser                     | Décret no 137845 | 834    | Monument historique                     |      | Église Saint-Charles-Borromée de San Carlos |
| Village de Santa Victoria                                                                     | Santa Victoria    | | à géolocaliser                     | Décret no 370    | 835    | Lieu historique                         |      | Image manquante Téléverser                  |
| Village de Seclantás                                                                          | Seclantás         | | à géolocaliser                     | Décret no 370    | 836    | Lieu historique                         |      | Image manquante Téléverser                  |
| Village de Yruya                                                                              | Yruya             | | à géolocaliser                     | Décret no 370    | 837    | Lieu historique                         |      | Image manquante Téléverser                  |
| Sommet du Llullaillaco où furent découvertes les momies surnommées Los Niños del Llullaillaco |                   | Llullaillaco | à géolocaliser                     | Loi no 25444     | 838    | Lieu historique                         |      | Image manquante Téléverser                  |
| Les trois momies surnommées Los Niños del Llullaillaco                                        |                   | | à géolocaliser                     | Loi no 25444     | 839    | Bien d'intérêt historique et artistique |      | Image manquante Téléverser                  |